# Wellsville (Missouri)
Wellsville è un comune degli Stati Uniti d'America, situato nello Stato del Missouri, nella contea di Montgomery.